# آلتو بیو بیو
التو بیو بیو (به اسپانیایی: Alto Bío Bío) یک سکونتگاه مسکونی در شیلی است که در استان بیوبیو واقع شده‌است.

## خصوصیات
التو بیو بیو ۲٬۱۲۵ کیلومترمربع مساحت و ۷٬۰۲۷ نفر جمعیت دارد.